# Stäm upp, stäm upp en fröjdesång
Stäm upp, stäm upp en fröjdesång är en psalm med text och musik från 1876 av Philip Paul Bliss.

## Publikation
- Segertoner 1988 som nr 577 under rubriken "Att leva av tro - Glädje - tacksamhet".[1]

### Fotnoter
1. 1 2  Heinerborg, Karl-Erik; Lennart Jernestrand (1988). Segertoner melodisångbok. Stockholm: Förlaget Filadelfia. Libris 911558